# Robotizált folyamatautomatizálás
A robotizált folyamatautomatizálás (robotic process automation, RPA) standardizálható folyamatok szoftverrobotokkal történő megvalósítását jelenti. Ezek a szoftverrobotok adminisztratív munkakörökben váltják fel az embereket.
Ahogy az iparban egyre inkább fizikai robotok végzik a gyakran ismétlődő, monoton tevékenységeket, úgy az irodai munkában szoftverrobotok veszik át az effajta rutinfeladatokat. Ilyen feladat például egy e-mail vagy formanyomtatvány elolvasása, a csatolmány megnyitása, az adatok beillesztése a csatolmányból egy célalkalmazásba, annak ellenőrzése, hogy egy űrlapot teljesen kitöltöttek-e, válaszüzenet elküldése, számítások elvégzése stb.

## Előnyei
A szoftverrobotok napi 24 órában képesek dolgozni, lényegesen kevesebb hibát vétenek az embereknél, és jóval gyorsabbak is náluk. Például azt az e-mailt, amelyet egy ember 5 perc alatt olvas el, a robot már 1 perc alatt befogadja. Ha egy csatolmányból adatokat kell beilleszteni egy alkalmazásba, akkor egy robotnak ehhez feleannyi időre van szüksége, mint egy embernek.
Különösen olyan tevékenységeknél használhatóak kiválóan, amelyek nincsenek kapcsolatban az ügyfelekkel. Az RPA ilyenkor felgyorsítja a folyamatokat és javítja a szolgáltatás minőségét, hatékonyságát. A német pénzügyi szektorban a döntéshozók átlagosan 20-30%-os hatékonyságnövekedésre számítanak az ügyfélkezelésben és a pénzügyi folyamatoknál, de egyes esetekben 50%-os javulás is elérhető.
A szoftverrobotok alkalmazása a költségeket is jelentősen csökkenti. A Grand View Research becslése szerint az RPA 65%-kal olcsóbb, mint az emberi munkaerő. További előny, hogy az RPA rendszerek miatt nem kell alapvetően megváltoztatni a meglévő informatikai rendszereket, nincs szükség hatalmas rendszerintegrációs feladatok elvégzésére. Akár hetek alatt be lehet vezetni egy működőképes megoldást egy-egy folyamatra. Ha pedig megváltozik a munkafolyamat, akkor az RPA-megoldást rövid idő alatt az új folyamathoz lehet igazítani, nincs szükség több éves változáskezelési projektekre.

## Felhasználási területek
Az RPA-t informatikai támogató és fejlesztő feladatokra alkalmazzák a leggyakrabban. Ezután következnek a pénzügyi-számviteli, a marketing és az ügyfélszolgálatos feladatok a Statista kutató-elemző cég adatai szerint.

## Piaca
A Forrester elemzőcég szerint 2018-ban 500 000 „digitális dolgozó” lesz az Egyesült Államokban. Vagyis az RPA-alapú digitális munkások (azaz robotok) 311 000 irodai és adminisztratív munkahelyet, valamint 260 000 értékesítési és kapcsolódó munkahelyet hoznak létre/hoznak létre. Ennek eredményeként az RPA szoftverek piaca a 2017 végi 500 millió dollárról 1 milliárd dollárra nő 2018 . A Grand View Research megállapította, hogy a globális RPA-piac 2024-re eléri a 8,75 milliárd dollárt.

## Társadalmi hatásai
Mivel az RPA olcsó, növeli a hatékonyságot és könnyen alkalmazható, szakértők viharosan gyors terjedésre számítanak. Ez egyúttal számos, alacsony kvalifikációt igénylő, monoton tevékenységet magában foglaló munkakör megszűnését eredményezi. A Citigroup tanulmánya szerint az Egyesült Államokban és Európában a 2020-as évek folyamán 1,7 millió banki munkahely szűnik meg a szoftverrobotok térnyerése miatt.
Szakértők azonban felhívják a figyelmet arra, hogy az RPA nem megszünteti, hanem átalakítja a munkaköröket. Nem úgy hat, hogy 100 dolgozó közül 40-nek a munkáját megszünteti, hanem úgy, hogy egy-egy alkalmazott feladatainak 40%-át átveszi. Bár ez végső soron állások megszűnését eredményezi, az egyes ember számára azt a lehetőséget kínálja, hogy a korábbi unalmas, monoton feladatai helyett kreatívabb, több hozzáadott értéket teremtő feladatokat vállaljon.
A várakozások szerint az RPA megállítja, illetve megfordítja azt a folyamatot, hogy a multinacionális vállalatok alacsony költségű országokba szervezzék ki a standardizálható, adminisztratív jellegű munkát. Ehelyett inkább a cégközponthoz közel állítanak be szoftverrobotokat.
Szakértői vélemények szerint az RPA terjedése megoldja a fejlett gazdaságoknak azt a problémáját, hogy az elöregedő társadalmakban többen lépnek ki a munkaerőpiacról, mint ahányan belépnek oda. Magyarországon is azt hangsúlyozzák a szakértők, hogy az egyre erősödő munkaerőhiányra jelenthet megoldást az RPA bevezetése a cégek és a közintézmények számára.